# Da Afghanistan Bank
Banco de Afganistán, (en inglés Da Afghanistan Bank (en pastún: دافغانستان بانک‎, en persa: بانک مرکزی افغانستان‎ es el banco central de Afganistán. Regula todas las operaciones bancarias y monetarias de Afganistán. El banco actualmente tiene 47 sucursales en todo el país, cinco de ellas en Kabul, donde se encuentra la sede central. Wahidullah Nosher Gobernador interino y gobernador interino del Consejo Supremo, desde el 27 de diciembre de 2016.
El Banco de Afganistán es un banco de propiedad estatal, que se creó en 1939, y reconocido en el artículo 12 de la Constitución de Afganistán de 2004.
El sello del banco cuenta con una moneda de la época de Eucratides I.
El Banco de Afganistán es activo en el desarrollo de políticas para promover la inclusión financiera y un miembro de la Alianza para la Inclusión Financiera.

## Misión
Tareas básicas del Banco de Afganistán son: 
- Formular, aprobar y ejecutar la política monetaria de Afganistán.
- Poseer y gestionar las reservas oficiales de divisas de Afganistán.
- Impresión y emisión de billetes y monedas.
- Actuar como banco y asesor, y como agente fiscal del Estado.
- Autorizar, regular y supervisar a los bancos, agentes de cambio de divisas, proveedores de servicios de pago, operadores de sistemas de pago, servicios de inversión, transferencia de valores a los operadores del sistema.
- Establecer, mantener y promover la solidez y eficiencia de los sistemas de pagos, para las transferencias de títulos valores emitidos por el Estado o DAB, y compensación y liquidación de las transacciones de pago y transacciones en dichos valores.
- Aceptar solicitudes de bancos extranjeros que deseen operar en Afganistán.

## Estructura

### Consejo Supremo
El Consejo Supremo de DAB es conocido como el máximo órgano de toma de decisiones y formulación de políticas del Da Afganistán Bank. Los miembros del Consejo Supremo son responsables de desarrollar políticas generales de DAB y supervisar la administración y sus operaciones. El Consejo Supremo de DAB está compuesto por siete miembros y el término para cada miembro es de cinco años. El Consejo Supremo del Banco Da Afganistán establece una reunión cada tres meses o con mayor frecuencia cuando sea necesario. Su asignación se realiza mediante decreto presidencial.

#### Composición
- Wahidullah Nosher: Gobernador interino y primer diputado y gobernador interino del Consejo Supremo
- Dr. Shah Mohammad Mehrabi: miembro
- Katrin Fakiri: miembro
- Abdul Wakil Muntazer: miembro
- Muhammad Naim Azimi: miembro

#### Junta Ejecutiva
La Junta Ejecutiva del Banco de Afganistán está compuesta por tres miembros, cada uno de los cuales son: Gobernador, Primer y Segundo Vicegobernadores. La Junta Ejecutiva es responsable de todos los asuntos relacionados con la administración y las operaciones del Banco de Afganistán.

#### Composición
- Wahidullah Nosher: Primer vicegobernador (interino)
- Muhammad Qaseem Rahimi: Segundo vicegobernador